# Aragonska språkakademin
Aragonska språkakademin (aragonska: Academia de l'Aragonés) är en akademi i den spanska autonoma regionen Aragonien och har som syfte att främja och bevara det aragonska språket. Akademin bildades år 2006 och har sitt säte i Aragoniens huvudstad Zaragoza.